# Tempel van Magna Mater
De Tempel van Magna Mater of Cybele (Latijn:Aedes Magna Matris) was een tempel gewijd aan de moedergodin Cybele in het oude Rome.

## Geschiedenis
Tijdens een grote crisis in 205 v.Chr., aan het einde van de Tweede Punische Oorlog, raadpleegden de Romeinen de Sibillijnse boeken. Hierin werd aangegeven dat men om de goden weer gunstig te stemmen op zoek moest gaan naar de moeder en haar naar Rome moest brengen. Hierop stuurden de Romeinen een delegatie naar de koning van Pergamon, waar in de stad Pessinus de Frygische moedergodin Cybele werd vereerd in de vorm van een zwarte steen. Deze steen was vermoedelijk een kegelvormige meteoriet. De heilige steen werd per schip naar Rome gebracht, waar een nieuwe tempel werd gebouwd om de godin te vereren. De bouw van de tempel begon in 204 v.Chr. in opdracht van de censors van dat jaar, Marcus Livius Salinator en Gaius Claudius Nero. De bouw duurde 13 jaar en de zwarte steen werd zolang bewaard in de naastgelegen Tempel van Victoria. In 191 v.Chr. werd de Tempel van Magna Mater ingewijd door de praetor Marcus Junius Brutus. De heilige steen werd op de plaats van het gezicht van een zilveren standbeeld geplaatst.
Voor de tempel werden de Ludi Megalenses gehouden. Dit waren de rituele spelen ter ere van Magna Mater. Tijdens de festiviteiten werden theatervoorstellingen voor de tempel gegeven, waarbij het publiek op de traptreden van de tempel zat.
De tempel werd in 111 v.Chr. bij een brand verwoest en werd in 110 v.Chr. herbouwd, vermoedelijk door Gaius Caecilius Metellus Caprarius. In 3 v.Chr. werd de tempel opnieuw door brand verwoest, maar hij werd direct herbouwd door keizer Augustus. De tempel stond in de vierde eeuw n.Chr. nog overeind, toen hij werd vermeld in twee stadsgidsen.

## Het gebouw
De tempel werd gebouwd op de Palatijn. Het was een prostyle tempel, met een hexastyle porticus. Hij was gebouwd in de Korinthische orde. De tempel stond op een hoog podium, dat via een trap aan de voorzijde kon worden bereikt. De voorzijde van de tempel staat duidelijk afgebeeld op een bas-reliëf, dat tegenwoordig in de Villa Medici wordt tentoongesteld. De betonnen kern van het podium is bewaard gebleven. Oorspronkelijk was het beton bekleed met marmeren platen. De tempel was waarschijnlijk 33,18 meter lang en 17,10 meter breed. De tempel werd geïdentificeerd aan de hand van enkele opgegraven pijpleidingen, waarop een inscriptie stond die de tempel vermeldde. Daarnaast werd een cultusbeeld van Magna Mater gevonden, al was dat zonder hoofd. Dit beeld wordt tegenwoordig tentoongesteld in het Palatijnse Antiquarium.

## Referentie
1. ↑  The-romans.co.uk - Foto reliëf. Gearchiveerd op 5 maart 2016. Geraadpleegd op 25 april 2010.

- L. Richardson, jr, A New Topographical Dictionary of Ancient Rome, Baltimore - London 1992. pp.242-243. ISBN 0-8018-4300-6
- A. Claridge, Rome (Oxford Archaeological Guides), London 1998, pp.126-128. ISBN 0-19-288003-9
- F. Coarelli, Rome and environs - an archeological guide, Berkeley 2007, pp.135-137. ISBN 978-0-520-07961-8